# 隅田川両岸景色図巻

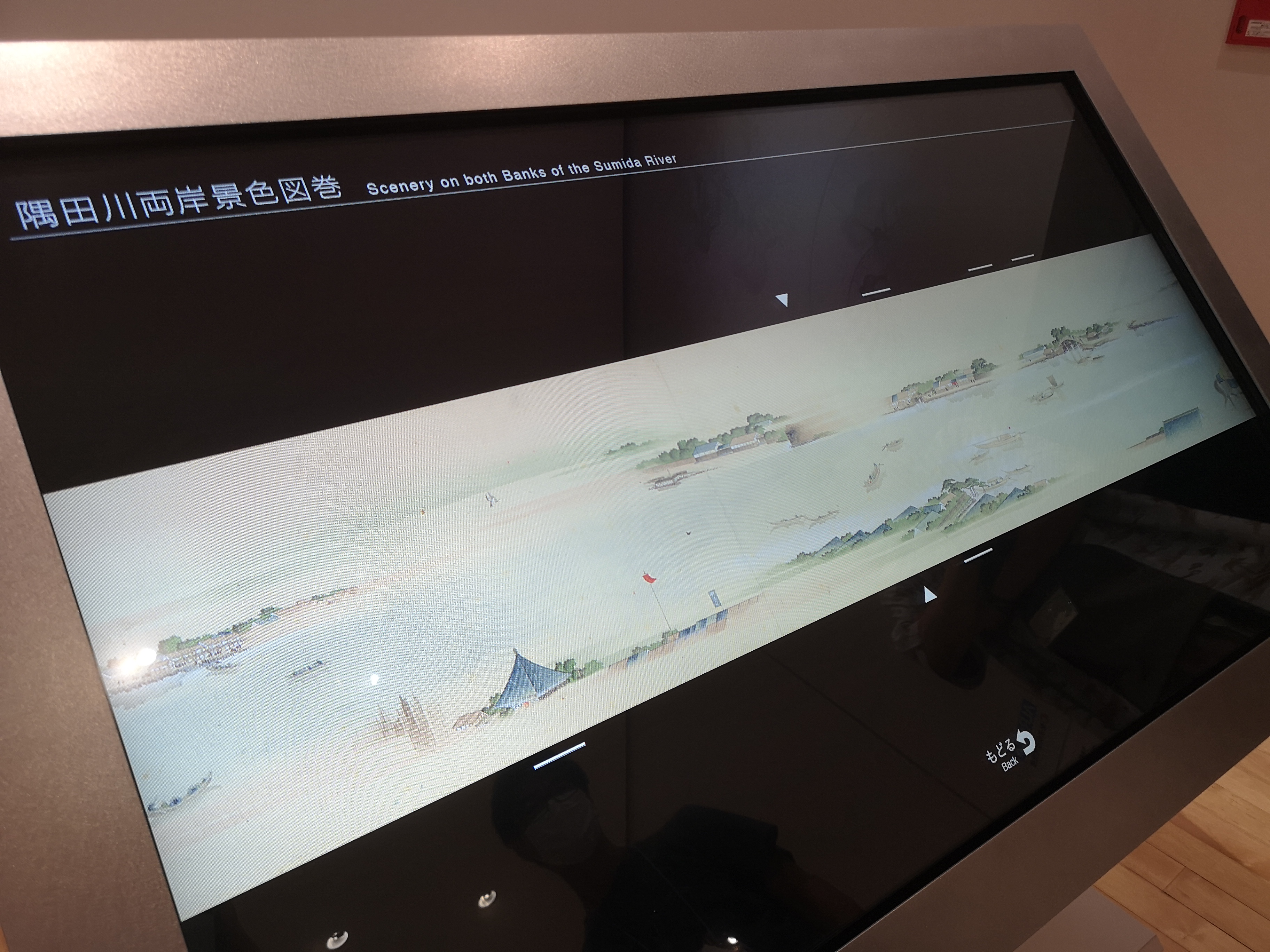
隅田川両岸景色図巻 解説展示の一部（すみだ北斎美術館）

『隅田川両岸景色図巻』（すみだがわりょうがんけしきずかん）は、江戸時代後期の浮世絵師・葛飾北斎が1805年（文化2年）に制作したとされている紙本着色絵巻１巻である。
肉筆画で、幅28.5センチメートル、全長は北斎の作としては最長とされる716センチメートル。
2022年現在、すみだ北斎美術館所蔵。
北斎が隅田川両岸を描いた作品では、このほか狂歌絵本『隅田川両岸一覧』が知られる。

## 沿革

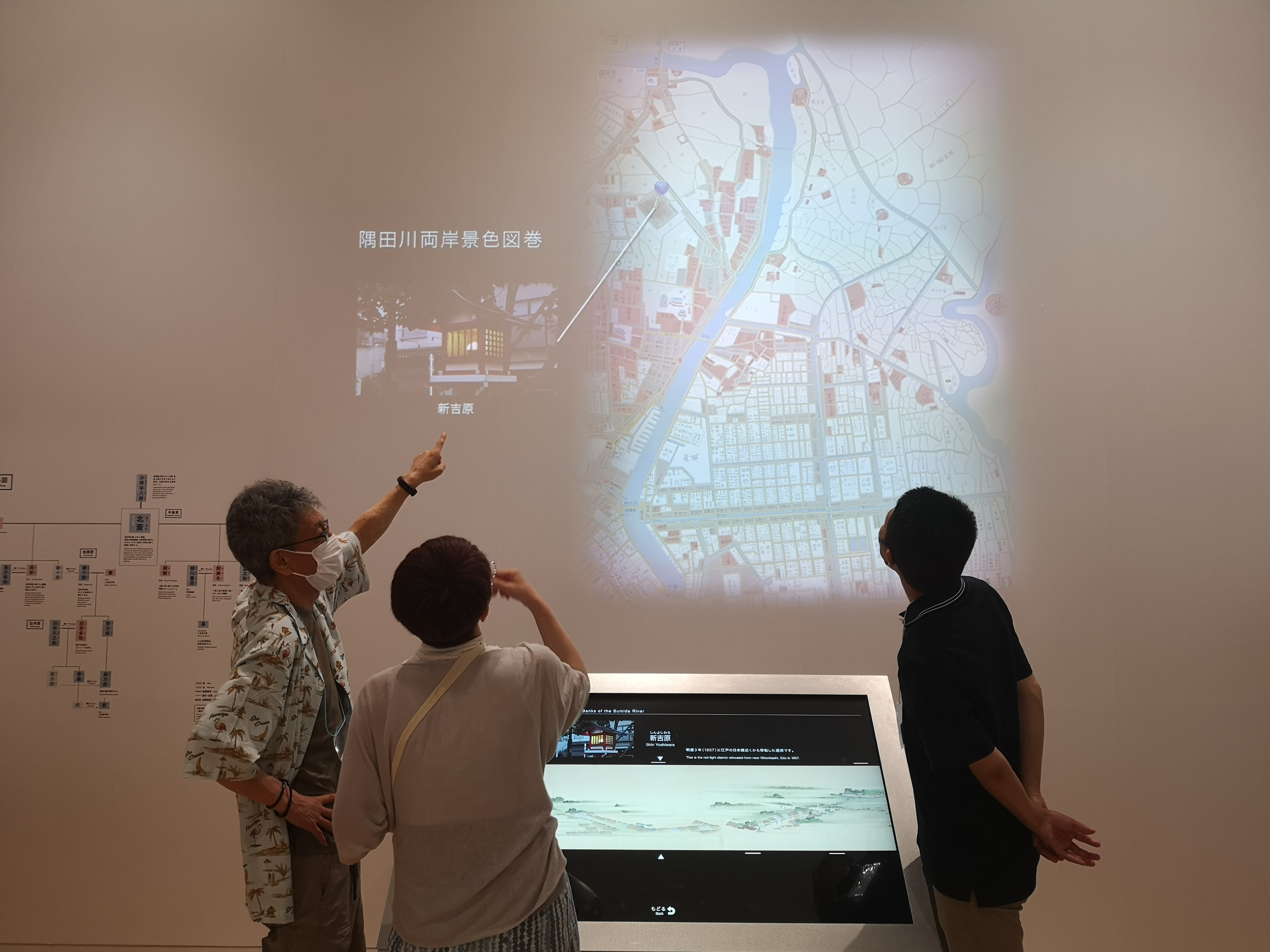
すみだ北斎美術館常設のデジタル展示

落語中興の祖と知られる烏亭焉馬の依頼で、相生町（現在の両国1丁目・2丁目）にあった焉馬の自宅「談州楼」において1805年（文化2）年に制作された。北斎、46歳の頃であり、彼が肉筆美人画を描くようになる先駆け的な作品であるとみられる。
巻末に、この頃に北斎が用いた「画狂人」の印影と「九々蜃北斎」の画号の落款があり、焉馬の狂文を掲載する。
明治期には浮世絵商の林忠正が所有し、1892年（明治25年）に東京・上野で開催された浮世絵展に出品された後、1902年（明治35年）にフランスの国立競売場・ドゥロウで競売にかけられ売却された記録が残る。
以来、100年以上行方知れずとなり、「幻の作品」と見なされていたが、2008年（平成20年）にロンドンで競売にかけられ、その後の墨田区の調査で2015年（平成27年）に所在が判明した。
墨田区は、2016年（平成28年）に開館する「すみだ北斎美術館」の収蔵品の充実を目指しており、これを同館の目玉として、東京都内の美術商を通じて購入し、2016年（平成28年）秋冬のすみだ北斎美術館開館記念「北斎の帰還－幻の絵巻と名品コレクション－」展で、全巻を公開した。
購入金額は約１億4900万円で、寄付金で賄われた。

## 特徴
かつて葛飾北斎壮年期の傑作に数えられ、1枚の連続した作品としては北斎が生涯に残した作品のなかで最長の716センチメートルの紙本巻物である。
浅草の柳橋・両国橋の近くから吉原遊郭に向かって隅田川を遡る航路を、両岸の景色を順に時系列で描き、吉原遊郭で遊び耽る人々の様子で締めくくられる。
洋風の陰影法を交えた表現技法を用い、着色して描かれている。
当時、船で隅田川を遡り、今戸橋から山谷堀へ入って、吉原遊郭へ向かうのが、粗筋の遊び方であった。
山谷堀は、荒川の氾濫を防ぐ目的で江戸時代初期に隅田川に注ぐよう掘られた水路で、1977年（昭和52年）までにすべて暗渠となっている。
本作は、江戸時代後期のすみだ一帯の景観を描写したものとして、郷土史の視点からも貴重な作品と考えられている。
最終場面の吉原遊郭内部の場面は、細緻な筆遣いで、中央に遊女4人に囲まれて酒を飲む男性が描かれ、この人物を北斎自身であるとする説がある。
19世紀フランスの浮世絵研究家ゴンクールの著書『北斎』に掲載された見解で、日本では1965年（昭和40年）刊行の『浮世絵芸術』でこの翻訳が紹介された。
ゴンクールはこの男性について、「画中ソクラテス風の頭、上を向いた小さな鼻、人をばかにしたような目、茶褐色の着物を着て酒杯を前に差し出している酒飲みは北斎であると信ぜられる」と記述したという。
北斎の出身地・墨田区の調査によれば、北斎壮年期の自画像作品は他にないため、これが北斎の自画像であるか否かは検討の余地があるとし、あまり知られてこなかった北斎の交友関係を知る手がかりのひとつとなる可能性を示している。

## 評価
北斎研究の第一人者で、2015年（平成27年）に本作の鑑定を行った永田生慈は、陰影を用いた描写は北斎の他の肉筆画にはないこと、署名などから制作年や発注者が明らかなことを貴重な作品と評価し、色彩感や保存状態の良好さを絶賛した。
陰影を交えた洋風の表現は、東洋の絵画では珍しく、洋風画を研究した北斎らしい作品とみられている。
一方で、幻の傑作とされてきた本作は、江戸時代の風景を描いたとみるには筆致の違いや整合性に欠ける部分があることなどから、明治期に制作された偽作であると指摘する専門家もいる。

## 描かれた名所旧跡
図巻に描かれている名所旧跡のうち、以下の18か所が21世紀に現存する。
1. 両国橋 – 1659年（万治2年）～1661年（寛文元年）頃に架橋された、隅田川で2番目に古い橋。火除地とされた橋詰は「両国広小路」と呼ばれ、仮設の茶屋や芝居小屋が並んだ[16]。
2. 回向院 – 正式名称は「諸宗山無縁寺回向院」。1657年（明暦3年）「明暦の大火」で落命した10万人以上を回向し埋葬したことを起源とする[16]。
3. 駒止石 – 1631年（寛永8年）秋、台風の影響で隅田川が氾濫し、本所一帯に甚大な被害が生じた。被害状況を視察するため濁流に馬を乗りいれた旗本の豊後守忠秋が、馬を繋いだ場所の傍にあった石と伝わる[17]。旧安田庭園内。
4. 柳橋 (神田川) – 1697年（元禄10年）以降、幾度となく架け替えられている神田川の最下流に架かる橋。一帯はかつて東京屈指の花街として知られた[18]。
5. 首尾の松 – 吉原遊郭帰りの男衆が、蔵前の船着場から川面に松が枝を延ばす木陰で前夜の首尾を語り合ったことから、「首尾の松」と呼ばれた。跡地を示す碑文が残る[11]。
6. 駒形堂 – 628年（推古天皇36年）に宮戸川（隅田川）で漁をしていた兄弟の漁網に観音像がかかり、網元が祀ったことに由来するお堂。「こまんどう」と呼ばれる[11]。
7. 吾妻橋 – 1774年（安永3年）に架橋された「大川橋」の後継。大川橋は、江戸時代に隅田川に架けられた5本の橋のなかで、最後に架けられた[19]。
8. 浅草寺 –駒形堂と同じ由来をもち、金色の観音像であったとされる[19]。正式名称は「金竜山浅草寺」。
9. 待乳山聖天宮 – 浅草寺の子院で、595年（推古天皇3年）に一夜で地面が隆起して山となり、頂上に金色の竜が舞い降りた。その6年後、一帯は大干ばつに見舞われたが、大聖歓喜天が現れ人々を救ったため、これを祀った[12]。
10. 今戸橋 – 吉原遊郭への水路として多くの船が行き交い、船宿や料亭が立ち並んだ山谷堀の分岐点。永井荷風の『すみだ川』の舞台ともなった[12]。
11. 源森橋 - 隅田川に流れ込む北十間川の下流から2つめの橋。かつては無名だったが、下流にあったかつての源森橋が枕橋と改名されたのを機に、名前を譲り受けた[20]。
12. 隅田公園 – 江戸時代には、徳川家水戸藩下屋敷の小梅邸があった。1923年（大正12年）に関東大震災で焼失し、以後は公園として整備された[20]。
13. 三囲神社 – 文和年間（1352~1356年）に近江三井寺の僧侶源慶が土中から白狐の乗った翁像を見つけたところ、白狐が現れ神像の周りを３回回ったとの伝承に由来する。榎本其角の「雨乞いの句」碑が境内に建つ[21]。
14. 弘福寺 – 1674年（延宝2年）開山の禅寺[21]。
15. 長命寺 (墨田区) – 江戸幕府3代将軍・徳川家光の急病が快癒した伝承がある「長命の井戸」がある[21]。
16. 牛嶋神社 – 貞観年間（859年~879年）創建と伝えられる墨田区で最も古い歴史を持つ本所地区の総鎮守。北斎の時代にはもう少し北に鎮座したが、関東大震災後の隅田堤の拡張に伴い現在地に移転[21]。
17. 隅田川神社 – 1180年（治承4年）に平家追討の兵を挙げた源頼朝が、ここで亀に乗った水神を目撃して社殿を建立した。「水神社」の異名をもち、かつては多くの樹木に囲まれていた[22]。
18. 木母寺 – 12歳でこの地で不遇の死を遂げた少年・梅若丸の物語、謡曲『隅田川』などで知られる「梅若塚」（東京都旧跡指定）がある寺院[22]。

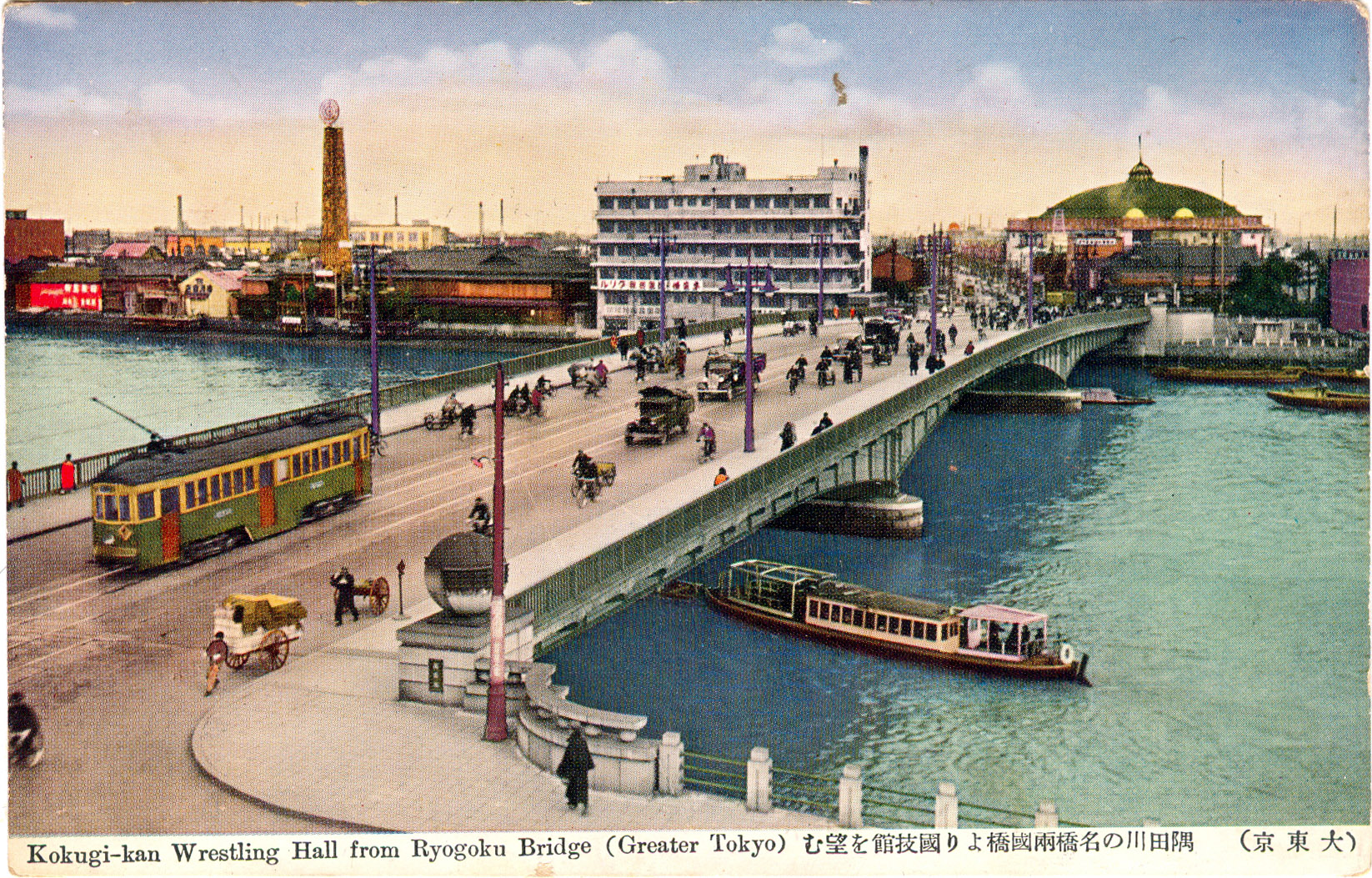
1.両国橋（1935年絵葉書）
2.回向院
3.駒止石
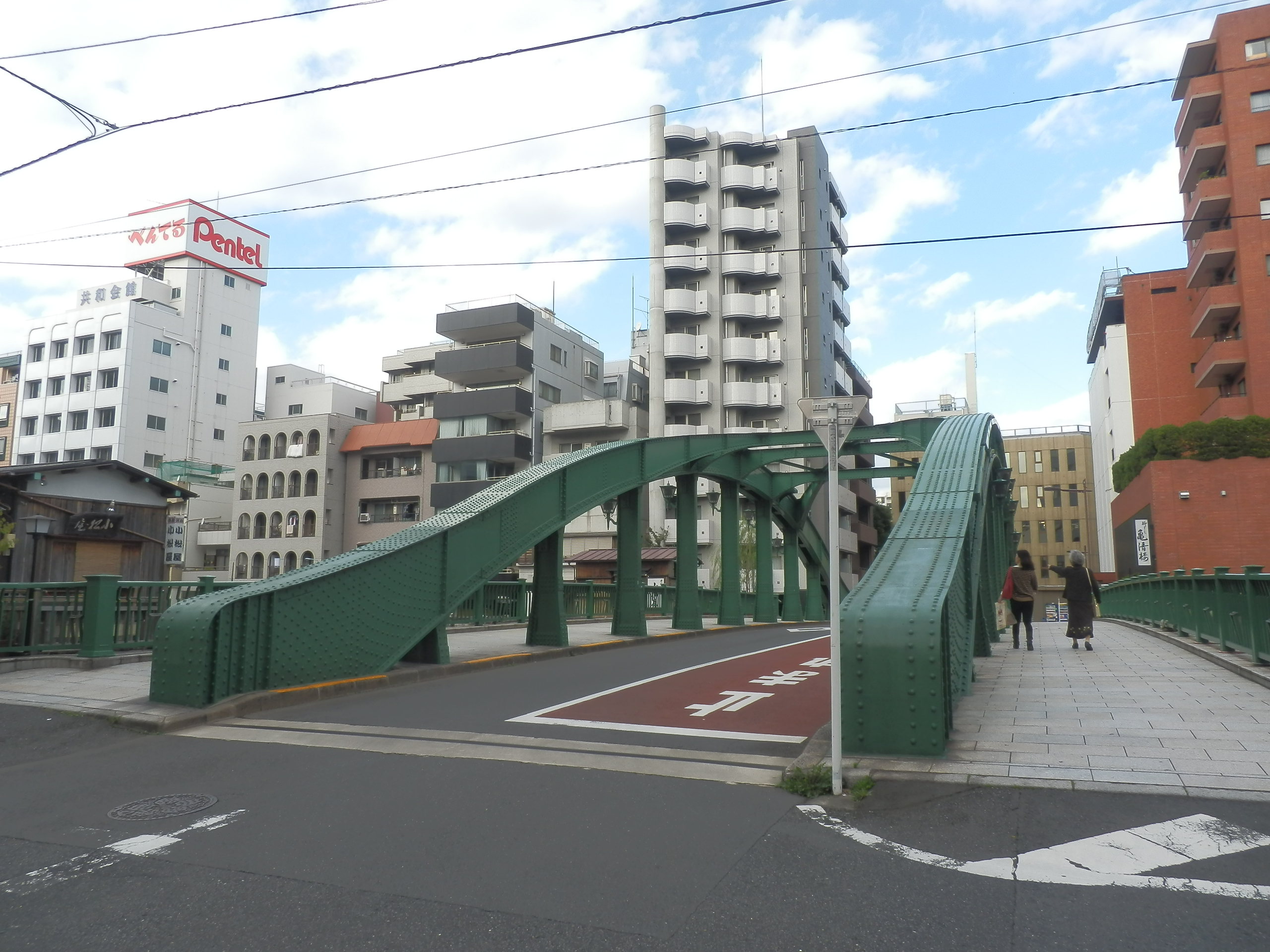
4.柳橋
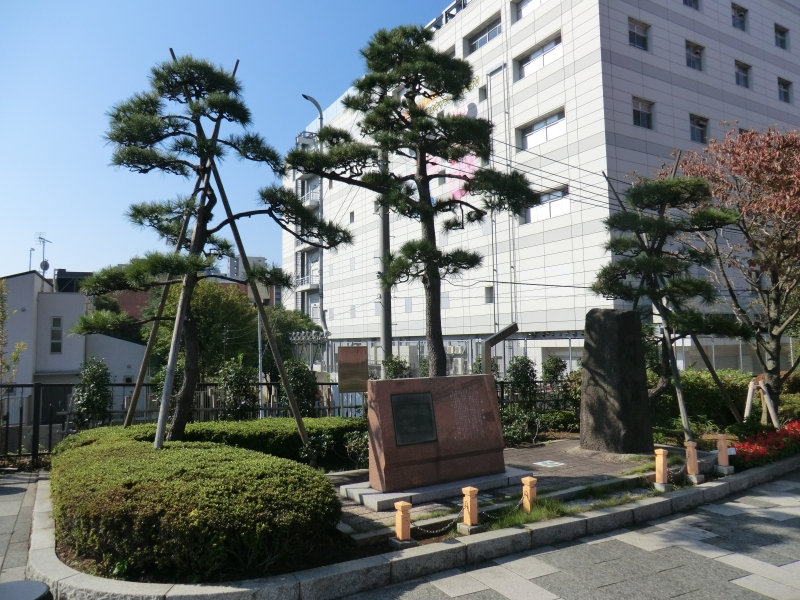
5.首尾の松跡碑
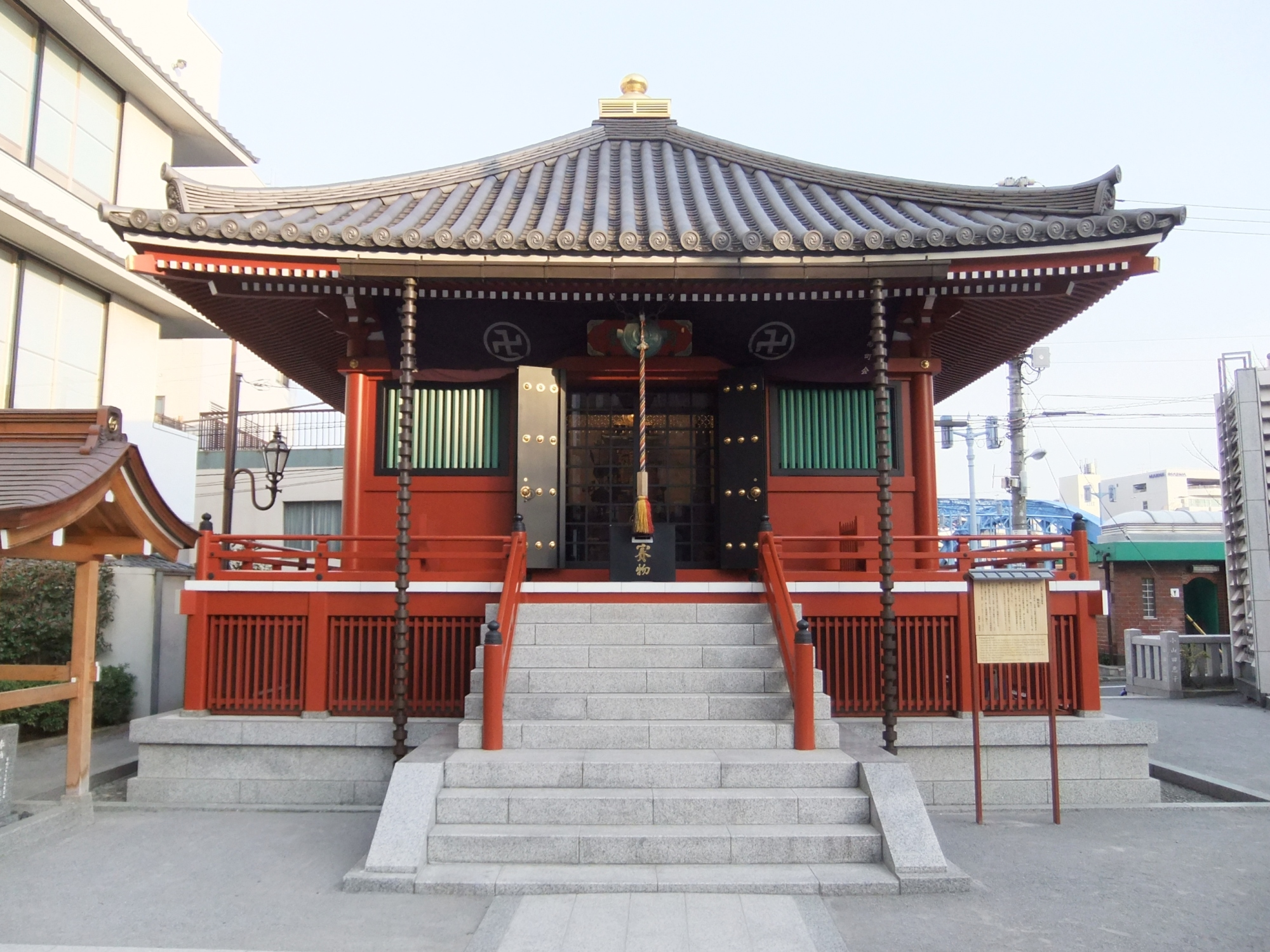
6.駒形堂
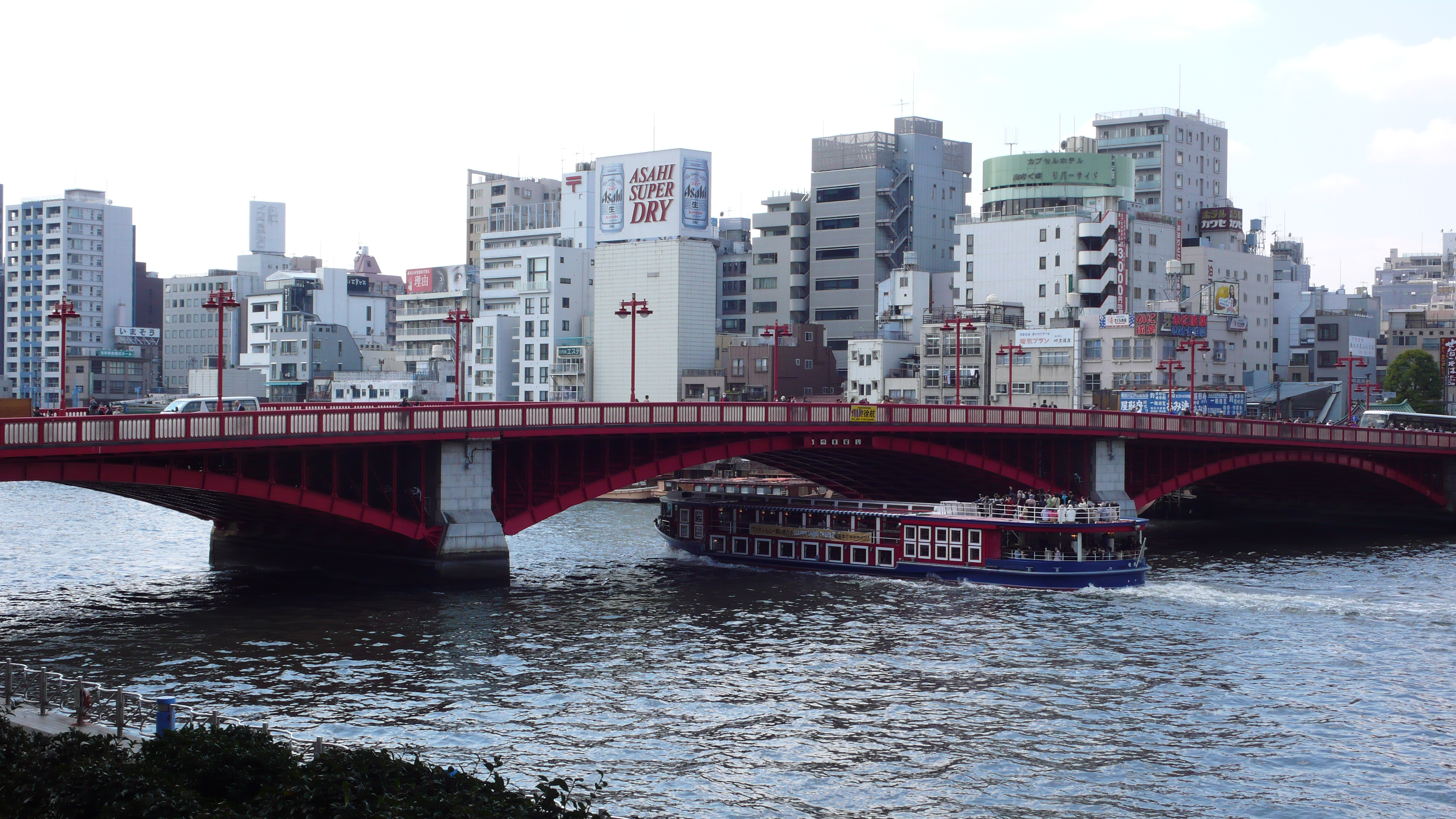
7.吾妻橋
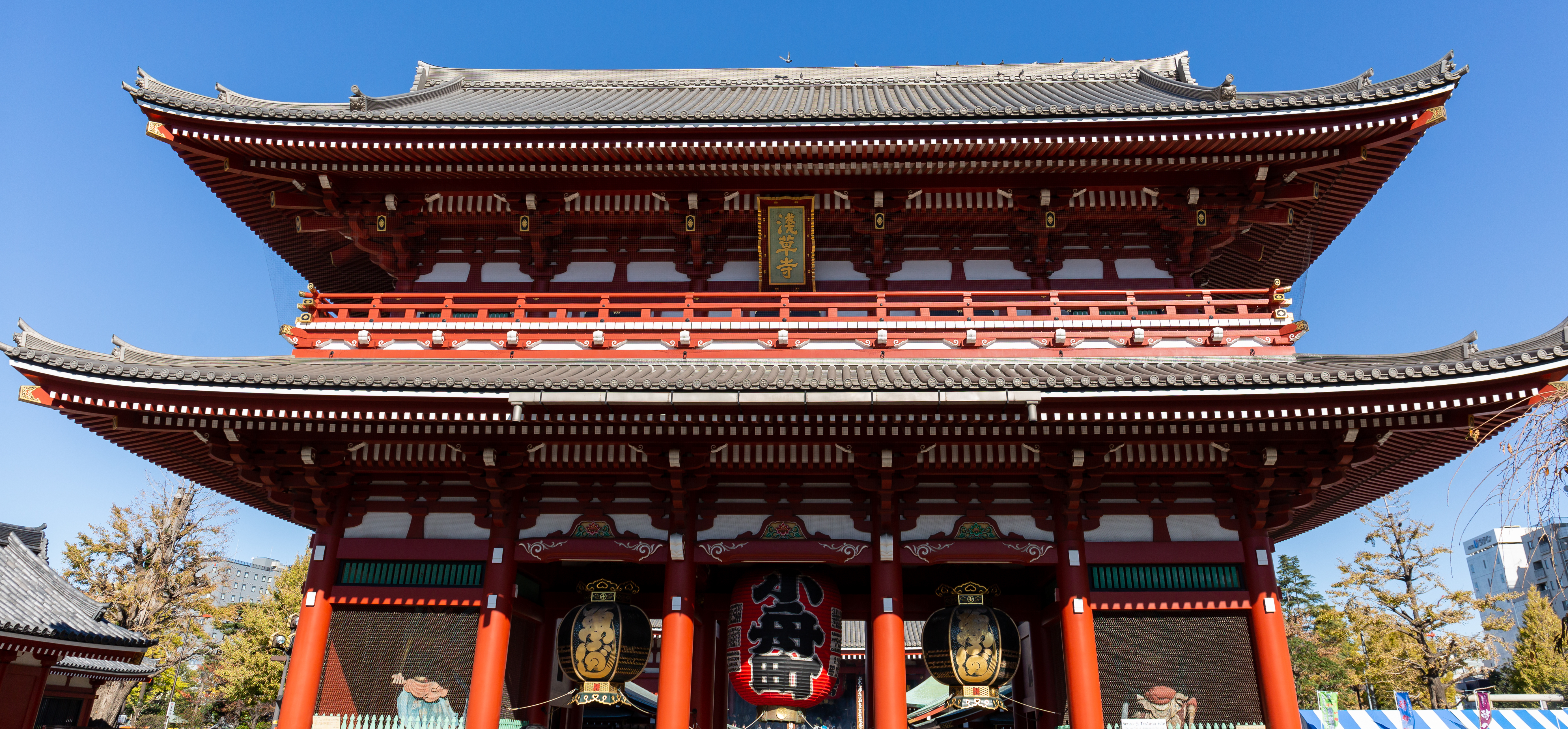
8.浅草寺
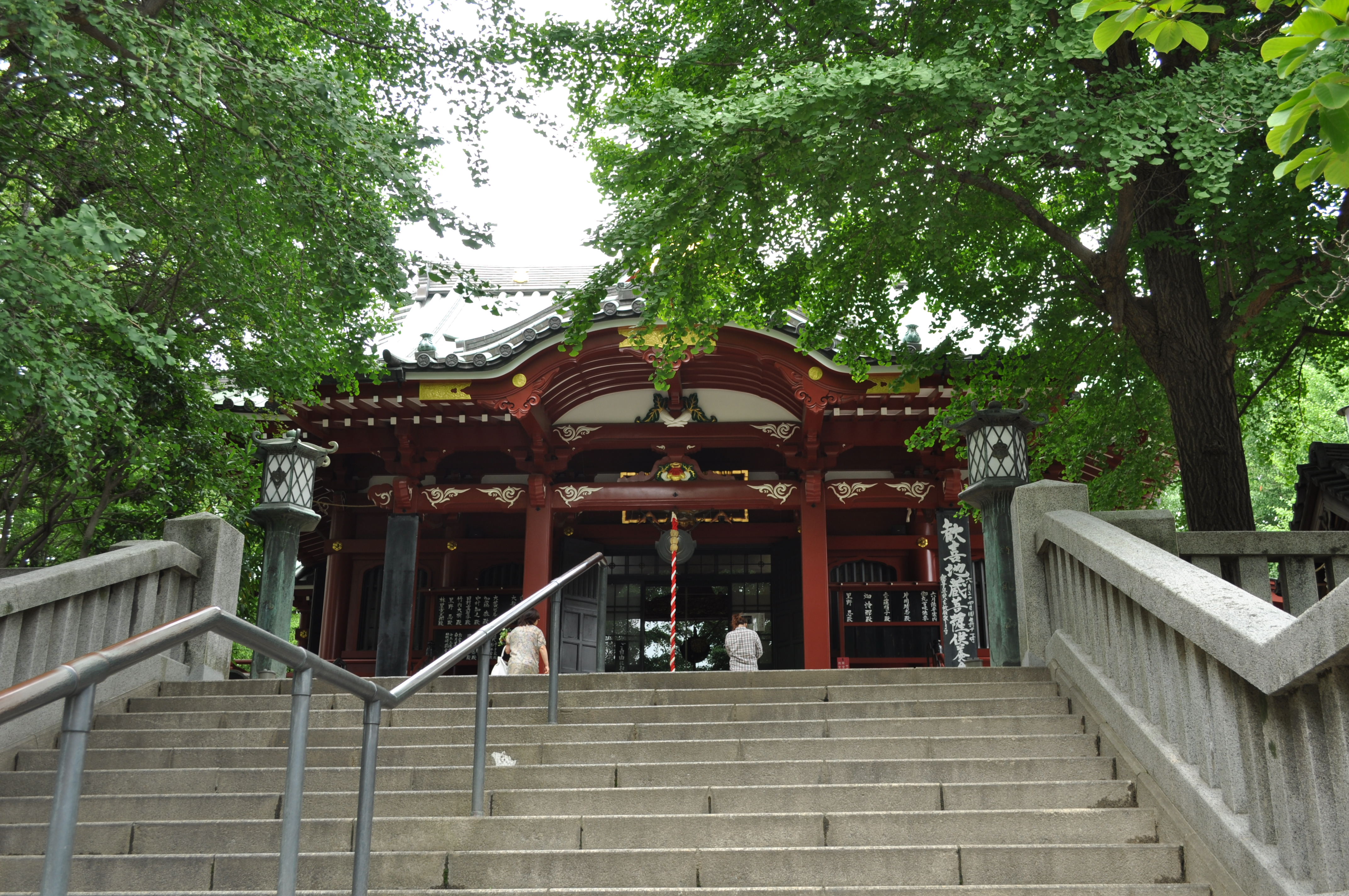
9.待乳山聖天宮
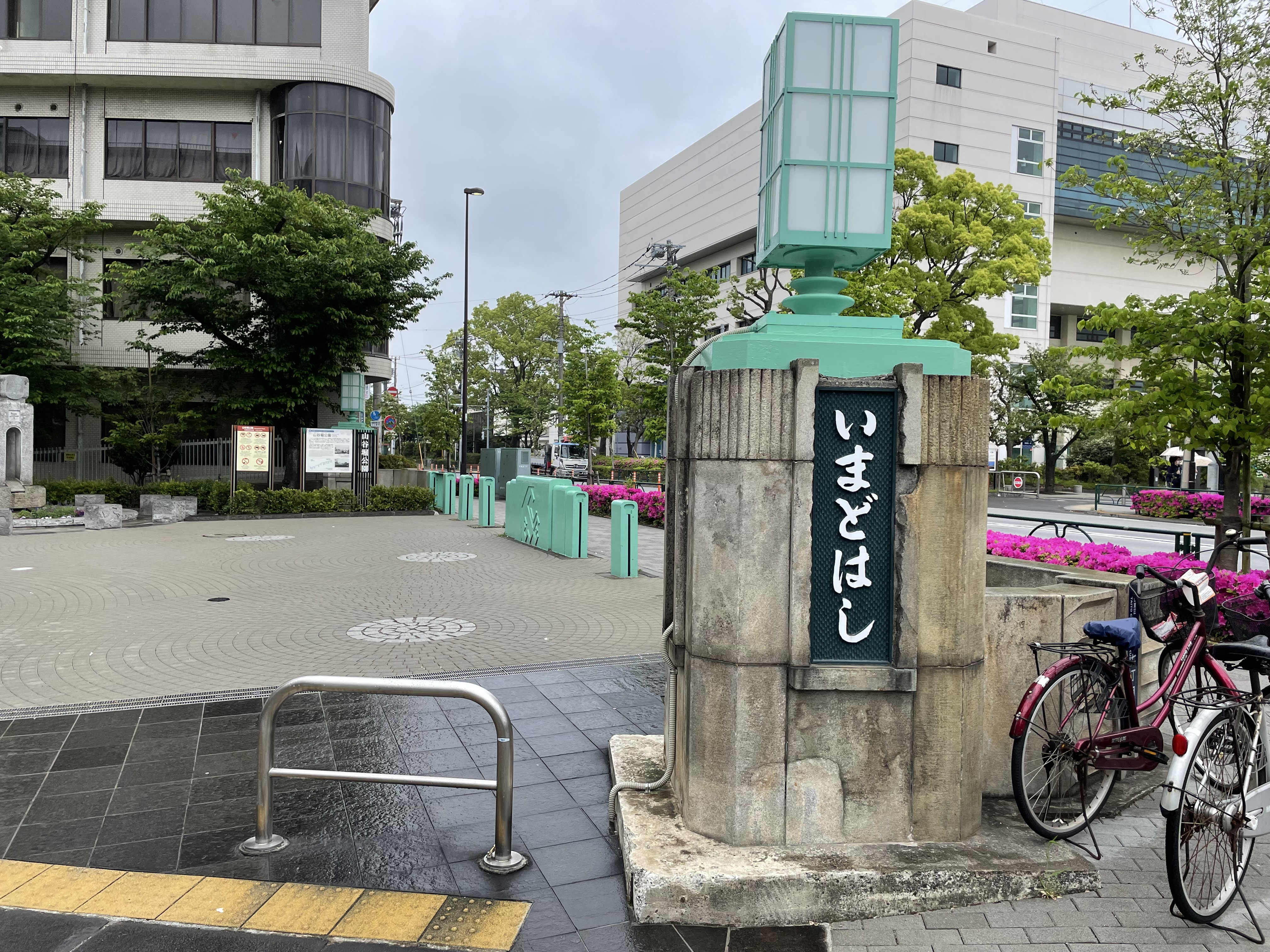
10.今戸橋
11.源森橋（源兵衛橋）
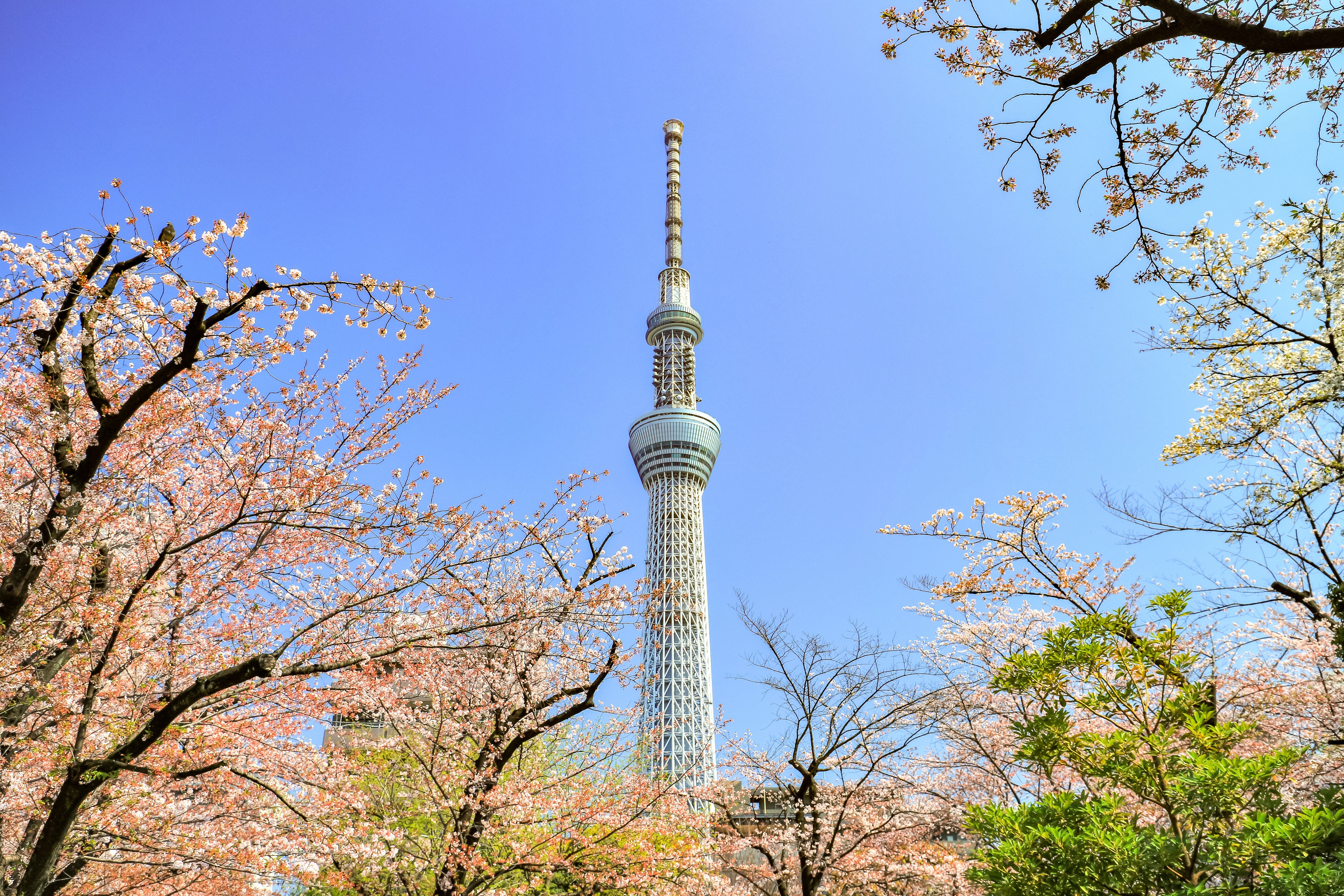
12.墨田公園（左岸）
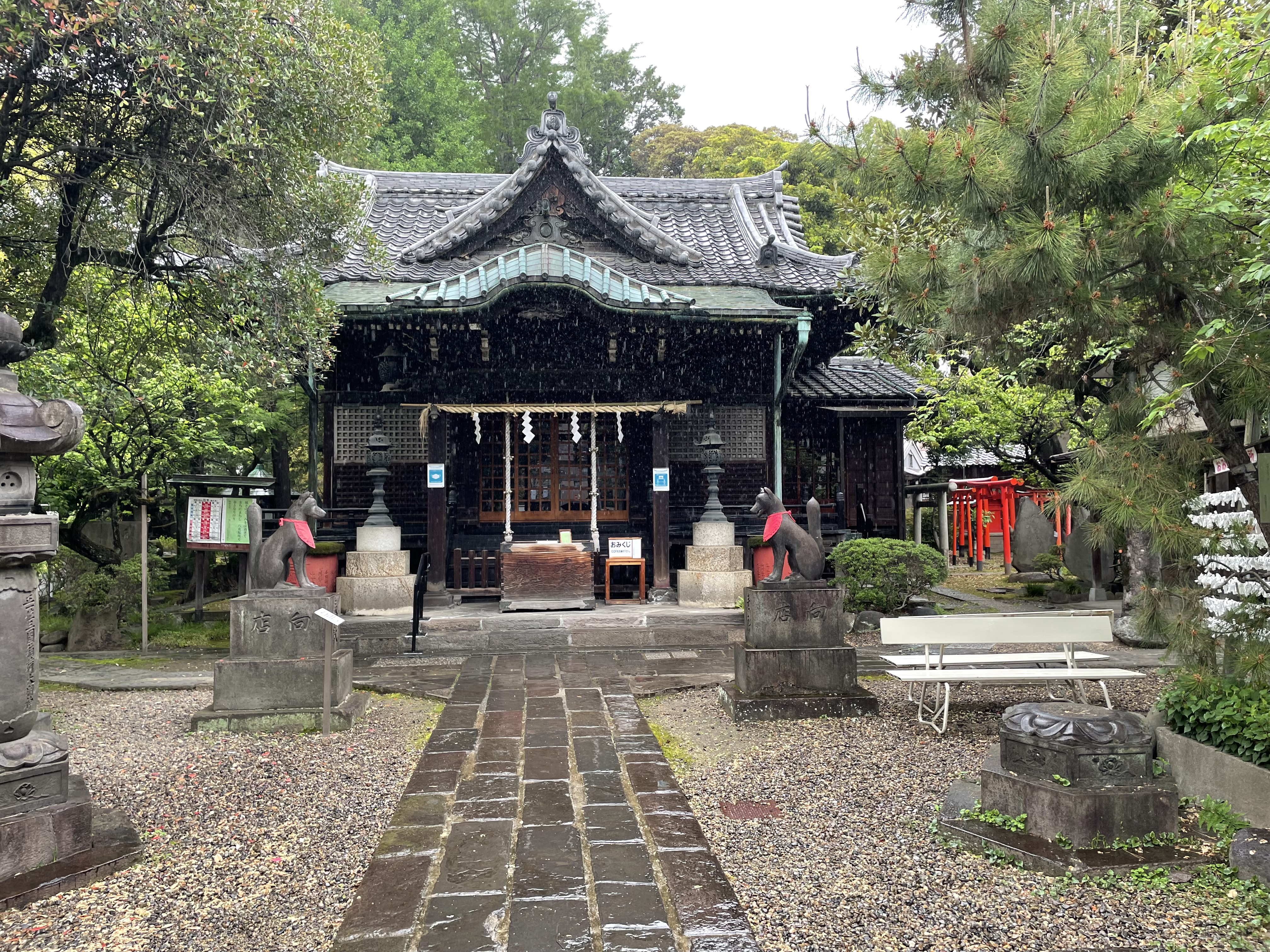
13.三囲神社
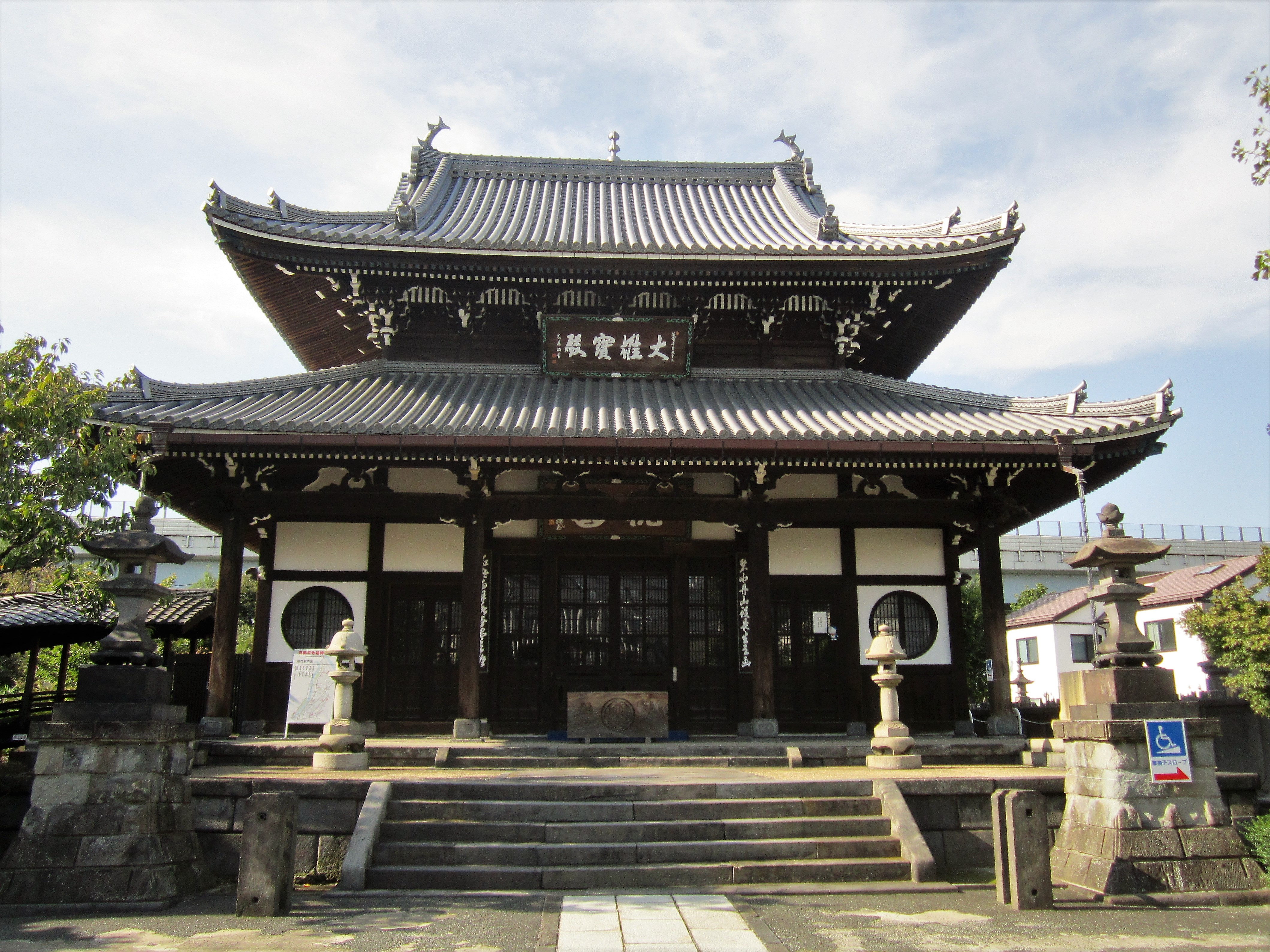
14.弘福寺
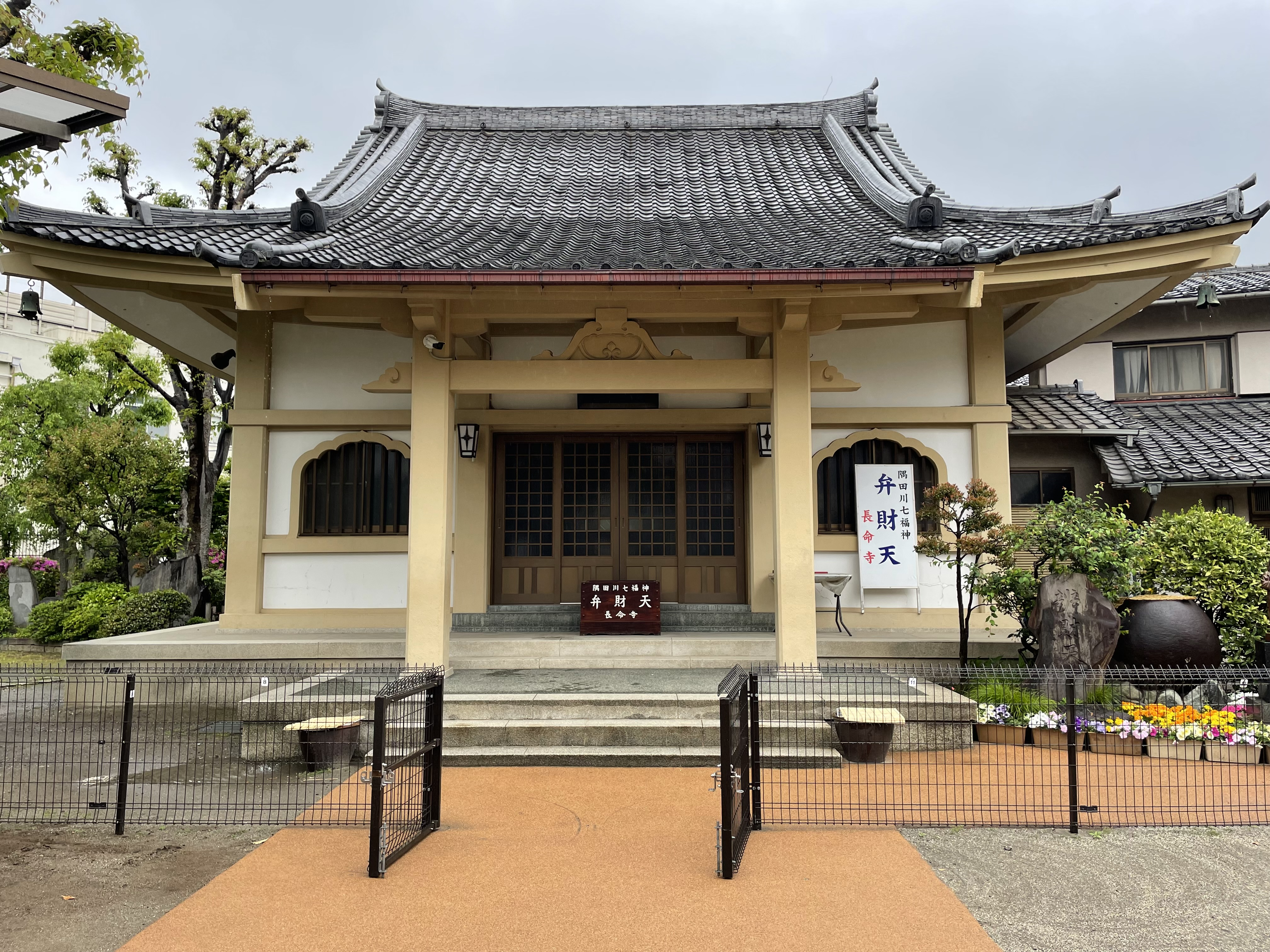
15.長命寺
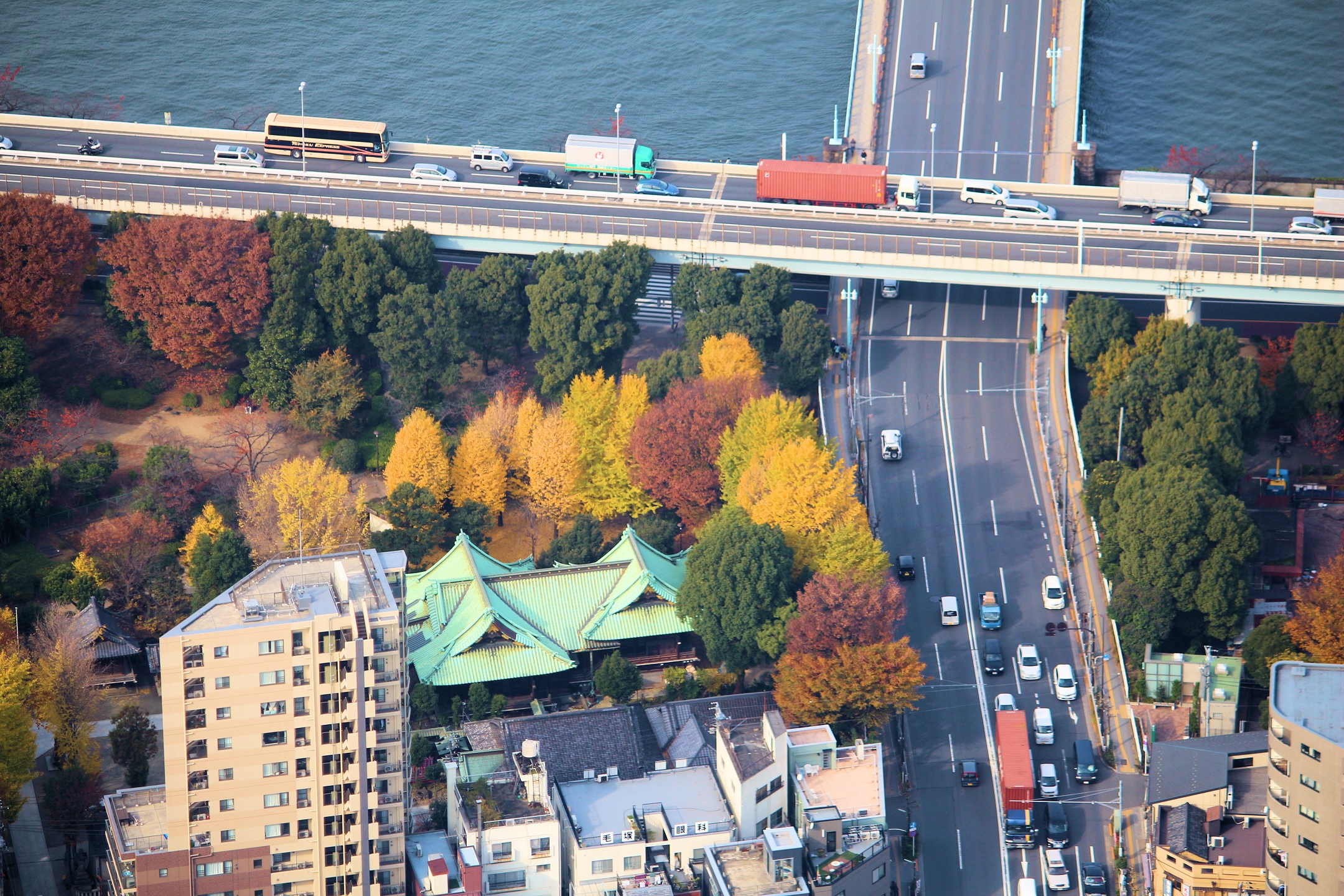
16.牛嶋神社と隅田川
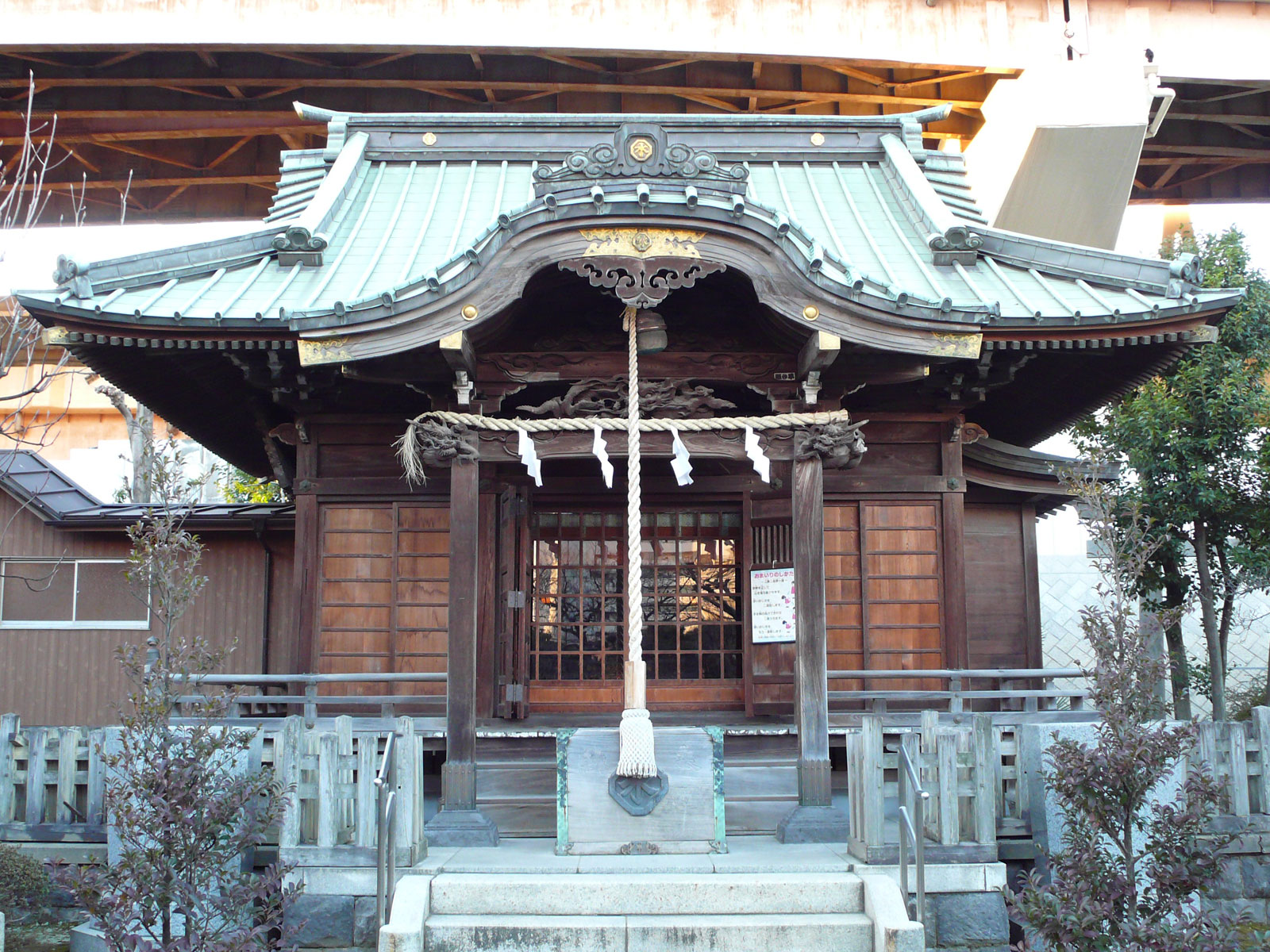
17.隅田川神社
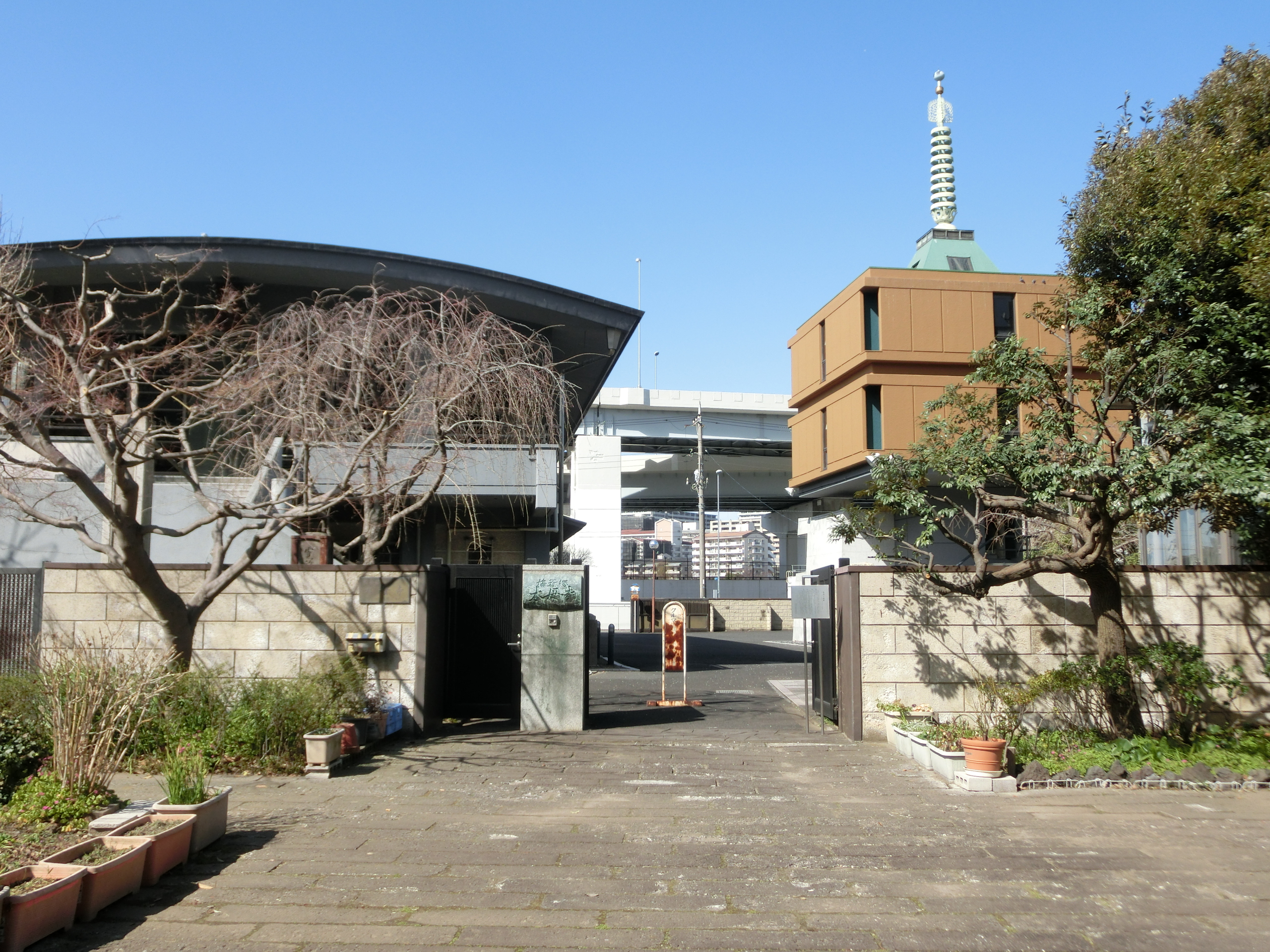
18.木母寺
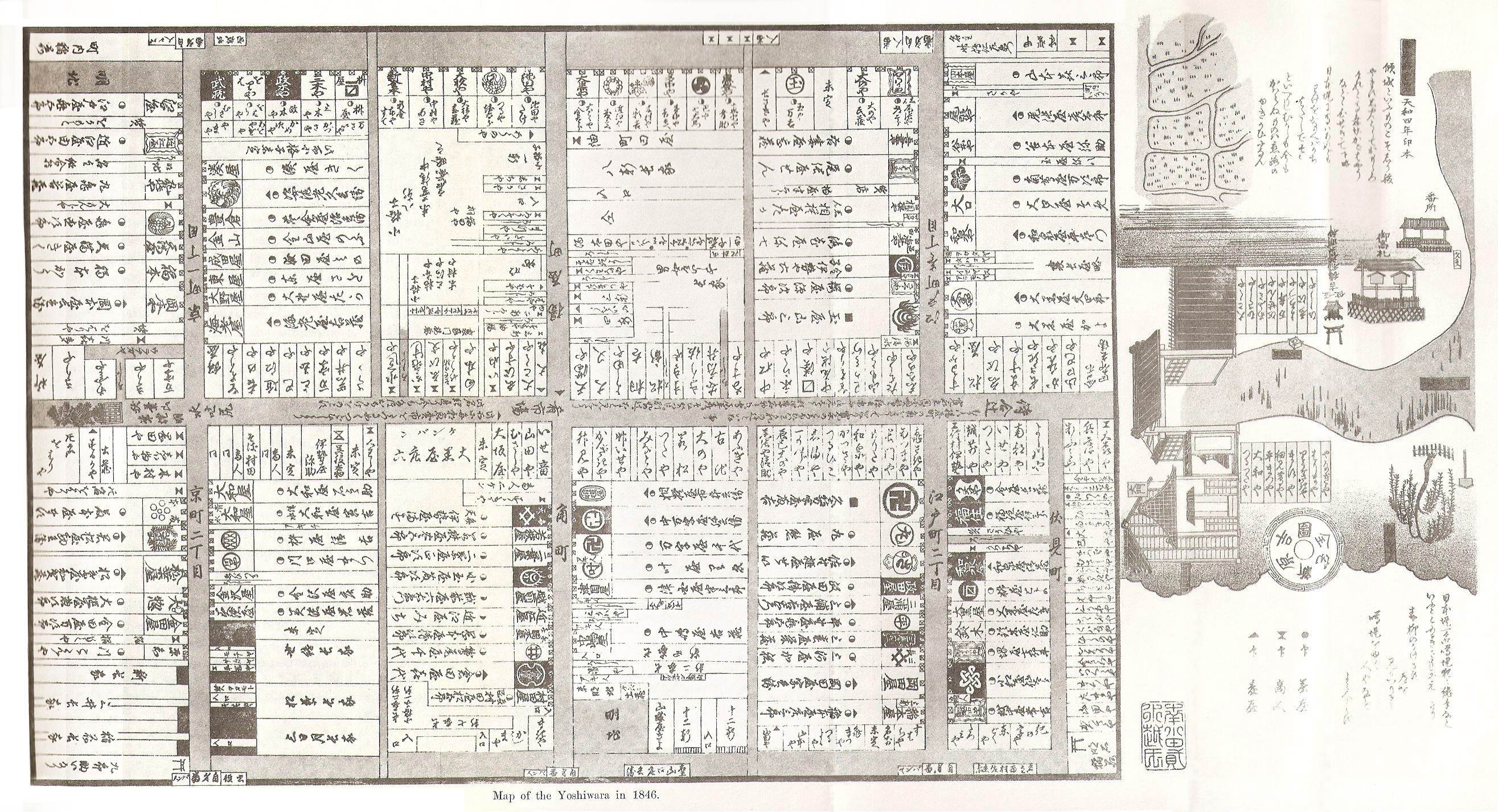
1846年の吉原遊郭